# Sonntagshorn
Sonntagshorn er med en højde på 1.961 moh. det højeste bjerg i Chiemgauer Alperne, og ligger på grænsen mellem Østrig og Tyskland.
Over toppen af bjerget , der ligger syd-sydøst for Ruhpolding og syd-sydvest for Inzell er den førnævnte grænse også grænse mellem Bayern og Salzburger Land.
Navnet Sonntagshorn har ikke noget med ugedagen Sonntag/Søndag at gøre, men kommer nærmere af ordet Sonnendach soltag.
Den har form som et tag, og har med den ringe hældning meget solskin.
Da bjergets svævebane er åben om vinteren er den et yndet mål for skiture. En forholdsvis bekvem rute har udgangspunkt i den østrigske Heutal. Den nordlige rute på den tyske side fører gennem ubeboede naturlandskaber af en relativ bekvem skovvej, men senere over stejle stenfelter og til langt hen på sommeren, områder med gammel sne.